# اخارپارا
اخارپارا (به لاتین: Akharpara) یک منطقهٔ مسکونی در بنگلادش است که در استان باریسال واقع شده‌است.